# Hollow City - Il ritorno dei ragazzi speciali di Miss Peregrine
Hollow City - Il ritorno dei bambini speciali di Miss Peregrine  o Hollow City - Il ritorno dei ragazzi speciali di Miss Peregrine (Hollow City), è il seguito del romanzo del 2011 La casa dei bambini speciali di Miss Peregrine scritto da Ransom Riggs. Venne pubblicato il 14 gennaio 2014 da Quirk Books. Il romanzo è il proseguimento del primo libro e vede Jacob e i suoi amici lasciare Cairnholn per andare nella "speciale capitale del mondo", Londra, per trovare un'altra ymbryne che possa aiutare Miss Peregrine, intrappolata nella sua forma di uccello.

## Trama
Dopo la fuga in barca dai vacui, i ragazzi speciali vengono coinvolti in una brutta tempesta e hanno bisogno di approdare sulla terra. Raggiungono una spiaggia, dove scoprono che le creature stanno cercando di rintracciarli e quindi fuggono nelle foreste del continente. Non sapendo dove andare, il gruppo vaga senza meta fino a quando non trova una statua di cui avevano letto ne "I racconti degli speciali". Lì scoprono un anello temporale e, con l'aiuto del loro libro I racconti degli speciali, fuggono in esso. Sorprendentemente lo trovano pieno di animali speciali, che abbracciano e ringraziano per aver ucciso un vacuo che desiderava entrare nell'anello. Dopo aver appreso che Miss Wren, la ymbryne a capo dell'anello, era volata a Londra per salvare le sue altre compagne ymbrynes, i ragazzi si lanciano nella sua ricerca, nella speranza che possa trasformare Miss Peregrine nuovamente in un essere umano, com'era un tempo. Viaggiano con gli zingari il cui capo ha un figlio speciale che sta lentamente scomparendo (come accaduto a Millard, Il ragazzo invisibile).Il ragazzo, terrorizzato da questa nuova situazione, chiede di poter andare con loro ma il gruppo di speciali gli dice che sarebbe troppo pericoloso e di cercare, appena possibile, un anello sicuro.
Durante il tentativo di salire su un treno, sono attaccati dalle creature e tenuti, sotto la minaccia delle armi, in un piccolo capannone fino a quando Hugh, che era riuscito a sfuggire alla cattura, utilizza le api, facendolo uscire dal suo stomaco, per salvare i suoi amici. Il gruppo prosegue poi il suo viaggio e raggiunge il treno, dove si trova Miss Peregrine nel baule che Bronwyn aveva lasciato accidentalmente sul treno.
Nella città, dove vedono l'orribile devastazione causata dai bombardamenti, vanno alla ricerca del gruppo dei piccioni Speciali di Miss Wren, che il gruppo ritiene poterli portare a lei. Riescono a raggiungerli alla grazie al libro che li guida alla cattedrale di San Paolo (Londra), ed entrano in una cripta sotterranea e trovano due ragazzi speciali di nome Joel e Peter che sono echolocators e sembrano condividere una sola mente. I fratelli li portano dove soggiornano normalmente i piccioni; Emma, Jacob e Horace entrano seguendo il battito delle ali dei piccioni nella soffitta dove incontrano una ragazza aggressiva e spaventata di nome Melina Manon, una ragazza speciale con il potere della telecinesi. Inizialmente, Melina li diffida ma dopo che Horace le dimostra la sua particolarità, accetta del viaggiare con loro, portando uno tra i piccioni particolari che credono li porterà da Miss Wren. Alla fine raggiungono un anello temporale sotto la guida del piccione, che li conduce da Miss Wren, la quale si nasconde in un edificio rivestito di ghiaccio per impedire l'ingresso degli spettri.Miss Wren aiuta Miss Peregrine a riprendere la sua forma umana, che lei stima manterrà per tutta la notte. Nel frattempo, Jacob, Millard e Emma deducono che gli spettri stiano estraendo le anime dai ragazzi speciali per nutrire i vacui, permettendo loro di ottenere la capacità di passare attraverso gli anelli.
Miss Wren è finalmente in grado di consentire a Miss Peregrine di tornare in forma umana, ma tutti rimangono scioccati nello scoprire che non si tratta di Miss Peregrine ma di suo fratello Caul, uno spettro. Egli rivela che è stato lui, non Miss Peregrine, a salvare i ragazzi dal sottomarino e che ha consentito loro di accedere al serraglio di Miss Wren e di trovare la stessa, l'unica ymbryne che era riuscita a sfuggire alla cattura. Contattando gli altri vacui, rapirono ogni persona speciale nella costruzione. Pur essendo riuscito a scappare, Jacob riesce a far guadagnare tempo ad Emma per farla fuggire in una cabina telefonica nel presente. Da qui Jacob usa il suo cellulare per chiamare il padre e rassicurarlo sul fatto che è vivo, scoprendo nel frattempo di avere un altro talento nascosto, oltre quello di vedere i vacui: può parlare con loro e controllarli.

## Glossario degli Speciali
- Speciali — Ramo invisibile di ogni specie, umana o animale, benedetta - e maledetta - da poteri soprannaturali, quali l'evocare il fuoco dalle dita o l'essere leggeri come l'aria. Onorati nei tempi antichi, temuti e perseguitati in quelli più recenti, gli Speciali sono reietti che vivono nell'ombra.
- Anelli — Area circoscritta all'interno della quale un unico giorno continua a ripetersi all'infinito. Creati e sorvegliati dalle ymbryne per salvaguardare dai pericoli gli speciali posti sotto la loro tutela, gli anelli ritardano per sempre l'invecchiamento di chi li abita. Ma chi vive in un anello non è affatto immortale: ogni giorno «saltato» si accumula in un debito, che viene riscosso provocando un veloce e orribile invecchiamento nel caso lo Speciale si attardi troppo a lungo all'esterno del proprio anello.
- Ymbryne — Matriarche mutaforma degli Speciali. Possono trasformarsi in uccelli, se lo desiderano, manipolare il tempo, e hanno il compito di proteggere i ragazzi Speciali. Nell'antico Idioma degli Speciali, la parola ymbryne significa «rivoluzione, circuito».
- Spiriti Vacui — Ex Speciali dalle fattezze mostruose che hanno fame delle anime dei loro antichi fratelli. Somigliano a cadaveri avvizziti, eccezion fatta per l'energica mascella che cela al proprio interno un groviglio di lingue tentacolari. Prima di una recente innovazione, essi non potevano entrare negli anelli.
- Spettri — Se un Vacuo mangia un numero sufficiente di anime degli Speciale diventa uno Spettro. Essi sono visibili a chiunque e sembrano Normali in tutto e per tutto, tranne che per gli occhi completamente bianchi e privi di pupilla. Scaltri, manipolatori e bravissimi a mimetizzarsi, lavorano da anni per infiltrarsi tra i Normali e gli Speciali.

## Personaggi

### Ragazzispeciali.
- Jacob Portman — È il protagonista e nipote di Abe Portman, e da lui ha ereditato il suo potere, che consiste nel vedere gli Spiriti Vacui, invisibili all'occhio umano e Speciale. È innamorato di Emma, e ha deciso di aiutare Miss Peregrine nella battaglia contro gli spettri. Ha sedici anni.
- Bronwyn Bruntley — Appare come un'adolescente. Bronwyn è intrisa di forza incredibile come suo fratello Victor. Viene considerata un'altra figura materna oltre a Miss Peregrine per i ragazzi più piccoli, come Olive e Claire nel libro. Bronwyn è estremamente leale e di buon cuore e capace di fare di tutto per i suoi amici.
- Enoch O'Connor — Egli è capace di resuscitare e dare vita ad oggetti inanimati per un limitato periodo di tempo. Sembra una persona senza cuore, ma è qualcuno che si preoccupa realmente per coloro a cui tiene.
- Emma Bloom — È una ragazzina capace di scaturire fiamme dalle mani, perciò tutto il suo corpo è ignifugo. Ha un carattere da leader, infatti dopo la scomparsa di Miss Peregrine sarà lei a prendere il comando nelle ricerche della ymbryne.
- Horace Somnusson — Riesce ad avere sogni profetici. Segue la moda dell'epoca, ed è comunemente vestito in giacca e cravatta, con un cappello a cilindro e un monocolo. Parla con un accento inglese ed è pretenzioso e altezzoso. Egli è anche molto vile e si conferma essere il personaggio più comico della trilogia, con molte battute divertenti.
- Fiona Frauenfeld — Appare come un'adolescente poiché vive nell'anello temporale. Ha un'affinità con le piante e può farle crescere o morire ogni volta che le piace, anche se quest'ultima cosa è abbastanza rara. Ha l'immunità alla maggior parte dei veleni e sostanze tossiche. Si mantiene in uno stato trasandato, per alcuni aspetti, come le sue amate piante e non parla praticamente mai.
- Hugh Apiston — Appare come un adolescente poiché risiede nell'anello temporale. Ha una grande empatia con le api. Le immagazzina nel suo stomaco per proteggerle e può farle uscire quando vuole. Hugh è innamorato di Fiona, ricambiato da lei. Gli altri speciali ritengono che dato che l'uno controlla le api e l'altra le piante, la loro attrazione reciproca sia naturale.
- Millard Nullings — Appare come un giovane adolescente e ha la straordinaria peculiarità di essere invisibile. Purtroppo, a causa della sua peculiarità, non può mai essere visto e così indossa gli abiti, la maggior parte delle volte, su richiesta di Miss Peregrine. Egli è anche estremamente ben versato in tutte le cose particolari, e documenta gli eventi di ogni essere vivente sull'isola durante il giorno che si ripete nell'anello.
- Olive Elephanta — Una dei più giovani ragazzi speciali. Lei è leggera come l'aria, infatti indossa degli scarponi speciali fatti di piombo che la tengono salda a terra (nell'adattamento cinematografico di Tim Burton, Olive Elephanta è invece la ragazza capace di evocare le fiamme, innamorata di Enoch).
- Claire Densmore — La più giovane dei ragazzi speciali, ha la peculiarità di avere una bocca in più nella parte posteriore della testa con i denti estremamente nitidi, nascosta sotto i suoi riccioli biondi.
- Melina Manon — Una speciale che risiedeva in un anello temporale, dopo la cattura della sua ymbryne, Miss Wren, decise di rimanere nella casa e di non scappare, dando per morti i suoi ex compagni e amici. Ha il potere della telecinesi.
- Joel-E-Peter — sono due fratelli ciechi, che come i pipistrelli possono orientarsi al buio grazie a dei suoni emessi che rimbombano sugli oggetti circostanti, dando loro la posizione esatta di tutto. Quando non si tengono per mano e vengono separati con la forza, emettono degli ultrasuoni che distruggono tutti i vetri vicini.
- Sam e Esme — Sono due sorelle sopravvissute alla guerra e, in seguito, al bombardamento di casa loro. Sam è speciale, infatti quando viene trafitta da un'asse di legno non si fa niente, e sembra essere indifferente al grosso buco che si è formato nel suo petto. Esme, invece è Normale, perciò la sorella ha rifiutato l'invito di una ymbryne a risiedere nel suo anello.
- Althea — Una speciale di Miss Wren, era l'apprendista ai grandi archivi degli speciali, fino a quando i Vacui attaccano l'edificio, allora lei, con la sua abilità, congela l'intero palazzo intrappolando gli spiriti nel ghiaccio.

### Ymbrynes
Una Ymbryne è un particolare tipo di speciale che può trasformarsi in un uccello ed è in grado di creare e mantenere un ciclo del tempo. Si tratta sempre di soggetti di sesso femminile e proteggono i ragazzi speciali, gli adulti e gli animali, spesso salvandoli da situazioni terribili.
- Alma LeFay Peregrine  — Miss Peregrine è la direttrice della scuola. È una donna delicata, che ama fumare la pipa e adora il suo lavoro, anche se a volte può essere eccessivamente rigorosa. Viveva nel ciclo del tempo di Miss Avocetta quando era giovane e può trasformarsi in un falco pellegrino.
- Esmeralda Avocet — Miss Avocet è una donna anziana dei primi anni dell'era vittoriana in Inghilterra. Il suo ciclo del tempo è stato invaso da creature e hollowgasts, costringendola a ritirarsi nel ciclo di Miss Peregrine. Può trasformarsi in un'avocetta.
- Miss Finch — Molto poco si conosce sul suo conto. Può trasformarsi in un fringuello ed ha una zia sotto forma di fringuello.
- Balenciaga Wren — Miss Wren è la direttrice di un serraglio per animali speciali. Può trasformarsi in uno scricciolo.
- Millicent Thrush — Miss Thrush aveva un ciclo del tempo per ragazzi speciali a Londra. Può trasformarsi in un tordo.

### Nonspeciali
- MaryAnn Portman;— Maryann è la madre di Jacob e moglie di Franklin. Crebbe in una famiglia ricca e ancora oggi vive nell'agiatezza ed è molto protettiva nei confronti di Jacob.
- Susan Portman;— Susan è l'amata zia di Jacob. Gli ha dato la copia di suo nonno dei poemi di Ralph Waldo Emerson, che hanno condotto Jacob nella sua avventura in Galles.
- Franklin Portman— Padre di Jacob, ha sposato Maryann, è fratello di Susan e figlio di Abraham.

## Sequel
Il terzo libro della serie Miss Peregrine, intitolato La biblioteca delle anime, venne pubblicato il 22 settembre 2015. In Italia arriva nel settembre 2016.